# Sebastián Marroquín

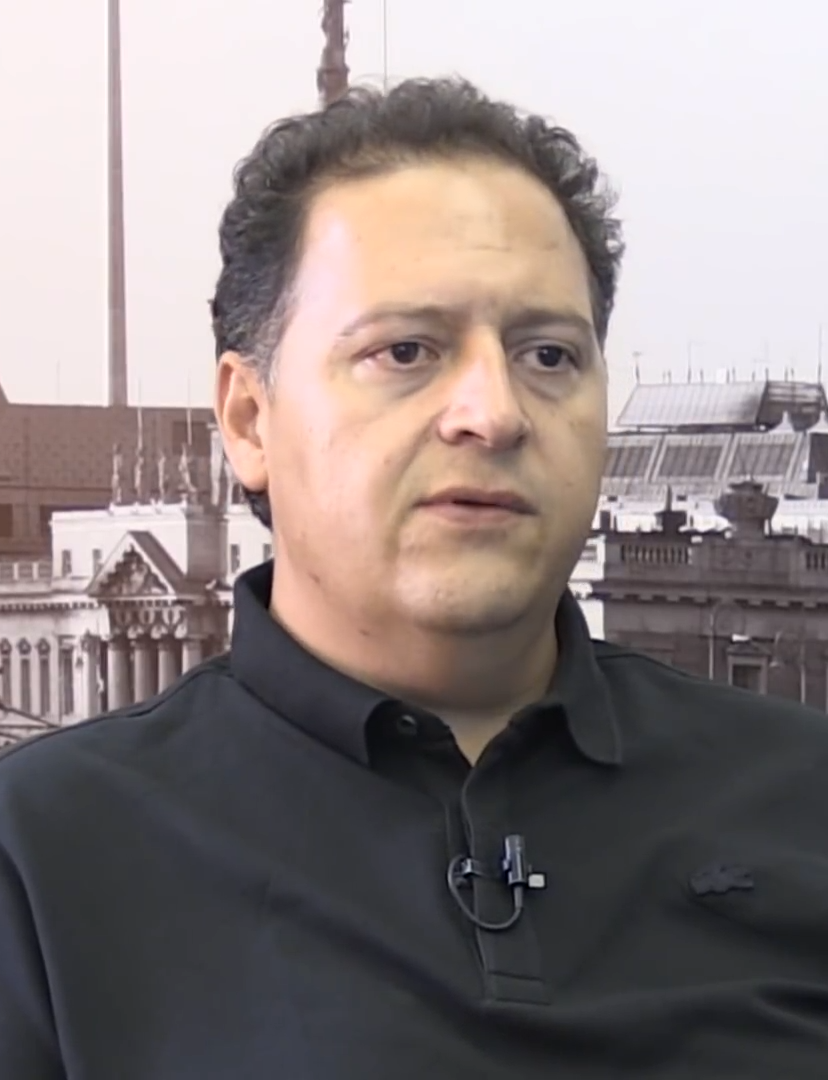
Juan Pablo Escobar

Sebastián Marroquín (geboren als Juan Pablo Escobar Henao, * 24. Februar 1977 in Medellín) ist ein kolumbianischer Architekt und Autor. Er ist heute hauptsächlich als der Sohn des berüchtigten Drogenbarons Pablo Escobar bekannt und publizierte darüber zwei Bücher.

## Leben
Marroquín wurde in Medellín geboren und wuchs auf der Hacienda Nápoles seines Vaters auf. In seiner Kindheit wurde er in einen Montessori-Kindergarten geschickt. 1984 musste er mit seiner Familie nach der Ermordung des damaligen kolumbianischen Justizministers Rodrigo Lara Bonilla, die von seinem Vater in Auftrag gegeben worden war, nach Panama fliehen. Dort habe ihm sein Vater das erste Mal gesagt, dass er von Beruf „Bandit“ sei. Später floh er mit seiner Mutter und seiner Schwester nach Deutschland, das Flugzeug landete am 27. November 1993 am Frankfurter Flughafen, sie wurden aber abgewiesen. Zurück in Kolumbien hielten sie sich in einem Hotel in der Hauptstadt Bogotá auf. Nach dem gewaltsamen Tod seines Vaters raubten Drogenkartelle das gesamte Vermögen seiner Familie als „Entschädigung“, danach versuchten er und seine Familie vergeblich, Asyl in Bogotá zu bekommen. Auch ein anschließendes Gesuch beim Vatikan blieb erfolglos. Er änderte seinen Namen, um seine Chancen auf eine Aufnahme in einem souveränen Staat zu erhöhen. Schließlich erhielt seine Familie Asyl in Mosambik, doch wegen der katastrophalen Zustände durch den Bürgerkrieg wanderte er kurze Zeit später nach Argentinien aus, wo er bis heute lebt. In Argentinien machte Marroquín seinen Abschluss im Fach Architektur und lebt heute in Palermo Soho (Buenos Aires). Er ist verheiratet, hat einen Sohn und arbeitet als Architekt.
2009 sprach Marroquín ausführlich in der Dokumentation Pecados de mi padre (dt.: Die Sünden meines Vaters) über seinen Vater Pablo Escobar und traf sich auch mit den Kindern derjenigen, die seinem Vater zum Opfer fielen. 2014 erschien das Buch Pablo Escobar – Mi Padre (dt.: […] Mein Vater), in dem er über das Leben mit dem Drogenboss schreibt. 2017 erschien das zweite Buch namens Pablo Escobar – Lo que mi padre nunca me contó (dt.: […] Was mein Vater mir nie erzählte).
Sebastián Marroquín distanzierte sich des Öfteren von den Taten seines Vaters, auch eine Glorifizierung lehnt er ab. Einen Wiederaufbau des Medellín-Kartells strebe er nicht an, allerdings sei es für ihn herausfordernd, nicht in dessen Fußstapfen zu treten: „Das ist eine Alternative, die sich mir jeden Tag meines Lebens stellt. Als er noch lebte, aber auch nach seinem Tod. Jeden Tag aufzustehen, und zwar nicht als Pablo Escobar 2.0, sondern als Mann des Friedens. Das ist eine tägliche Herausforderung.“ 
Durch den Verkauf von Kleidern mit Namen und Konterfei seines Vaters verdienen er und seine Familie noch heute Geld, zudem versuchte Marroquín bisher dreimal vergeblich, den Namen Pablo Escobar markenrechtlich schützen zu lassen. Marroquín ließ verlauten, dass Teile des Profits gemeinnützigen Organisationen zugutekommen. 